# 대한민국 형사소송법 제73조
대한민국 형사소송법 제73조는 영장의 발부에 대한 형사소송법의 조문이다.

## 조문
제73조(영장의 발부) 피고인을 소환함에는 소환장을, 구인 또는 구금함에는 구속영장을 발부하여야 한다.

第73條(令狀의 發付) 被告人을 召喚함에는 召喚狀을, 拘引 또는 拘禁함에는 拘束令狀을 發付하여야 한다.

## 판례
- 법원이 피고인에 대하여 구속영장을 발부하는 경우에도 검사의 신청이 있어야 하는 것은 아니다[1]

## 참고 문헌
- 손동권 신이철, 새로운 형사소송법(초판, 2013), 세창, 2013. ISBN 9788984114081